# Torin Thatcher
Torin Herbert Erskine Thatcher, född 15 januari 1905 i Bombay, Brittiska Indien, död 4 mars 1981 i Thousand Oaks, Kalifornien, var en brittisk skådespelare.

## Rollista i urval
- 1936 – Fåglarna sjunga klockan 1.45
- 1936 – Mannen som kunde göra underverk
- 1937 – Ung och oskyldig
- 1939 – The Lion Has Wings
- 1941 – Major Barbara
- 1946 – Lysande utsikter
- 1948 – Ögonvittnet
- 1952 – Kapten Svartskägg
- 1952 – Röde piraten
- 1952 – Trinidad
- 1953 – Den purpurröda manteln
- 1953 – Ökenråttorna
- 1955 – De djärvas uppror
- 1955 – Skimrande dagar
- 1956 – Sköna Helena av Troja
- 1957 – Åklagarens vittne
- 1958 – Sinbads tusen äventyr
- 1957, 1959 – Alfred Hitchcock presenterar (TV-serie) (2 avsnitt)
- 1965 – Het strand
- 1966 – Hawaii
- 1967 – Star Trek: The Original Series (TV-serie) (1 avsnitt)
- 1968–1969 – På farligt uppdrag (TV-serie) (2 avsnitt)